# Mespilus
Genre
Classification phylogénétique
Mespilus est un genre de plantes à fleurs de la famille des Rosaceae, de la sous-famille des Amygdaloideae, de la tribu des Maleae et de la sous-tribu des Malinae. Il est parfois considéré comme un sous-genre de Crataegus.

## Liste des espèces
En classification de Cronquist, le genre contenait 2 espèces :
- Mespilus germanica, le néflier commun, synonyme : Pyrus germanica (L.) Hook. f.
- Mespilus canescens J. B. Phipps

Cependant Mespilus canescens est depuis une étude parue en 2007  classé en tant que ×Crataemespilus canescens (hybride entre Crataegus brachyacantha parent mère et Mespilus germanica parent père), faisant de Mespilus germanica l'unique espèce du genre.

## Ancienne classification
Dans les anciennes classifications des XVIIIe et XIXe siècles, on comptait près de 30 espèces. Par la suite, entre autres grâce aux corrections apportées par  Friedrich Kasimir Medikus et John Lindley, de nombreuses espèces ont été reclassées dans les genres Cotoneaster, Amélanchier, Eriobotrya et Crataegus.
- Mespilus aestivalis Walter → Crataegus aestivalis (Walter) Torr. & A. Gray
- Mespilus amelanchier L. → Amelanchier ovalis Medik.
- Mespilus arborea F. Michx. → Amelanchier arborea (F. Michx.) Fernald
- Mespilus arbutifolia L. → Aronia arbutifolia (L.) Pers.
- Mespilus arbutifolia var. melanocarpa Michx. → Aronia melanocarpa (Michx.) Elliott
- Mespilus azerolus → Crataegus azarolus
- Mespilus calpodendron Ehrh. → Crataegus calpodendron (Ehrh.) Medik.
- Mespilus canadensis L. → Amelanchier canadensis (L.) Medik.
- Mespilus canadensis var. obovalis Michx. → Amelanchier obovalis (Michx.) Ashe
- Mespilus chamaemespilus L. → Sorbus chamaemespilus (L.) Crantz
- Mespilus cotoneaster L. → Cotoneaster integerrimus Medik.
- Mespilus crenulata D. Don → Pyracantha crenulata var. crenulata
- Mespilus flabellata Bosc ex Spach → Crataegus flabellata (Bosc ex Spach) K. Koch
- Mespilus grandiflora Sm. → ×Crataemespilus grandiflora (Sm.) E. G. Camus
- Mespilus heterophylla Ruiz & Pav. → Hesperomeles obtusifolia(Pers.) Lindl.
- Mespilus japonica Thunb. → Eriobotrya japonica (Thunb.) Lindl.
- Mespilus laevigata Poir. → Crataegus laevigata (Poir.) DC.
- Mespilus phaenopyrum L. f. → Crataegus phaenopyrum (L. f.) Medik.
- Mespilus pruinosa H. L. Wendl. → Crataegus pruinosa (H. L. Wendl.) K. Koch
- Mespilus prunifolia Marshall → Aronia ×prunifolia (Marshall) Rehder
- Mespilus pubescens Kunth → Crataegus gracilior J. B. Phipps
- Mespilus pyracantha L. → Pyracantha coccinea M. Roem.
- Mespilus racemiflora Desf. → Cotoneaster racemiflorus (Desf.) J. R. Booth ex Bosse
- Mespilus sorbifolia Poir. → ×Sorbaronia sorbifolia (Poir.) C. K. Schneid (Aronia melanocarpa × Sorbus americana)
- Mespilus stipulosa Kunth → Crataegus mexicana DC.
- Mespilus tanacetifolia Poir. → Crataegus tanacetifolia (Poir.) Pers.
- Mespilus tomentosa Aiton → Cotoneaster nebrodensis (Guss.) K. Koch

## Liste d'espèces
Selon Catalogue of Life (27 mai 2013) :
- Mespilus abortiva
- Mespilus acerifolia
- Mespilus acuminata
- Mespilus affinis
- Mespilus amelanchier
- Mespilus anthyllidifolia
- Mespilus apiifolia
- Mespilus arborescens
- Mespilus arbutifolius
- Mespilus aria
- Mespilus aronia
- Mespilus aucuparia
- Mespilus azarolus
- Mespilus badiata
- Mespilus berberifolia
- Mespilus biltmoreana
- Mespilus bosciana
- Mespilus brevispina
- Mespilus calicina
- Mespilus calycina
- Mespilus campestris
- Mespilus canadensis
- Mespilus canescens
- Mespilus caroliniana
- Mespilus carrierei
- Mespilus caucasica
- Mespilus chapmanii
- Mespilus chinensis
- Mespilus chlorosarca
- Mespilus coccinea
- Mespilus corallina
- Mespilus cordata
- Mespilus cornifolia
- Mespilus cosansasi
- Mespilus crus-galli
- Mespilus cuila
- Mespilus cuneata
- Mespilus cuneifolia
- Mespilus cuneifolius
- Mespilus dahurica
- Mespilus denticulata
- Mespilus depressa
- Mespilus dispessa
- Mespilus dissecta
- Mespilus domestica
- Mespilus eggertii
- Mespilus elliptica
- Mespilus eriocarpa
- Mespilus fastigiata
- Mespilus ferruginea
- Mespilus flabellata
- Mespilus flavescens
- Mespilus flexuosa
- Mespilus florentina
- Mespilus fontanesiana
- Mespilus frigida
- Mespilus germanica
- Mespilus glabra
- Mespilus glabrata
- Mespilus glandulosa
- Mespilus heterophylla
- Mespilus indica
- Mespilus integerrima
- Mespilus lanuginosa
- Mespilus leucophloeos
- Mespilus linearis
- Mespilus lobata
- Mespilus loddigesiana
- Mespilus lucida
- Mespilus macrocarpa
- Mespilus maxima
- Mespilus media
- Mespilus melanocarpa
- Mespilus mexicana
- Mespilus michauxii
- Mespilus microphylla
- Mespilus mollis
- Mespilus monogyna
- Mespilus montana
- Mespilus myrtifolia
- Mespilus nana
- Mespilus nebrodensis
- Mespilus nitida
- Mespilus obtusifolia
- Mespilus odorata
- Mespilus oliveriana
- Mespilus orientalis
- Mespilus ovalifolia
- Mespilus ovalis
- Mespilus oxyacantha
- Mespilus pectinata
- Mespilus persoonii
- Mespilus peruviana
- Mespilus pinnata
- Mespilus poiretiana
- Mespilus populifolia
- Mespilus prunellifolia
- Mespilus pubescens
- Mespilus punctata
- Mespilus pycnoloba
- Mespilus pygmaea
- Mespilus pyracanthifolia
- Mespilus pyrifolia
- Mespilus pyriformis
- Mespilus quinqueloba
- Mespilus quitensis
- Mespilus rivularis
- Mespilus rotundifolia
- Mespilus rubra
- Mespilus salicifolia
- Mespilus sauguinea
- Mespilus sinaica
- Mespilus smithii
- Mespilus sorbifolia
- Mespilus spectabilis
- Mespilus spiralis
- Mespilus stipulacea
- Mespilus stricta
- Mespilus succulenta
- Mespilus sylvestris
- Mespilus tiliifolia
- Mespilus tinctoria
- Mespilus tomentosa
- Mespilus torminalis
- Mespilus trifoliata
- Mespilus triloba
- Mespilus turbinata
- Mespilus villosa
- Mespilus viridis
- Mespilus vulgaris
- Mespilus wendlandii
- Mespilus xalapensis
- Mespilus xanthocarpa

Selon ITIS (27 mai 2013) :
- Mespilus germanica L.

Selon NCBI (27 mai 2013) :
- Mespilus canescens
- Mespilus germanica